# Máximapark
Het Máximapark is een stadspark, gelegen in het westen van de Nederlandse gemeente Utrecht. Het park is vernoemd naar prinses, later koningin Máxima.
Het vormt het groene centrale hart van de grote stadsuitbreiding van Utrecht ten westen van het Amsterdam-Rijnkanaal, die begon in de tweede helft van de jaren 1990. Dit gebied telde in 1995 ongeveer 18.000 inwoners. In 2020 is dit aantal gestegen naar ruim 90.000. Het Máximapark ligt centraal ten opzichte van
- de wijk Leidsche Rijn met ongeveer 41.000 inwoners, aan de oostzijde van dit park
- de woonplaats De Meern met circa 22.000 inwoners, aan de zuidzijde
- de woonplaats Vleuten met circa 27.000 inwoners, aan de westzijde.

Aanvankelijk heette dit park het Leidsche Rijn Park. Op 17 mei 2011 kreeg het park zijn nieuwe naam ter ere van de veertigste verjaardag van toen nog prinses Máxima. Met deze naamswijziging was niet iedereen het eens en er werden handtekeningen verzameld met het doel de gemeenteraad te bewegen tot het ongedaan maken van de naamswijziging. Op 16 september 2011 besloot de Utrechtse gemeenteraad hieraan geen gehoor te geven.
Het Máximapark heeft een oppervlakte van 300 hectare en is hiermee een van de grootste stadsparken in Nederland. Koningin Máxima opende het park op 5 juli 2013 officieel.

## Vlinderhof
Verscholen in het park ligt de Vlinderhof, een vaste-plantentuin ontworpen door Piet Oudolf. Anders dan de naam suggereert, is de Vlinderhof geen vlindertuin omdat de planten in het ontwerp niet primair zijn geselecteerd op hun aantrekkelijkheid voor insecten maar op hun esthetische en stilistische waarde. De tuin is in 2014 ontstaan op initiatief van een buurtbewoner en is aangelegd en wordt onderhouden door vrijwilligers.

## Het Lint
Door het park loopt een 8 km lange, gemiddeld zes meter brede asfaltweg met de naam Het Lint. Oorspronkelijk heette het pad het 'Jac. P. Thijsse lint'. Het Lint is gedeelde ruimte, men kan hier fietsen, skaten, hardlopen en wandelen. Voor gemotoriseerd verkeer is dit verboden terrein. Deze weg gaat het hele park rond en heeft geen begin of einde. Vanuit de omliggende woonwijken zijn er vele toegangen tot het park en Het Lint. Op vier punten langs het parcours stonden permanente informatiepunten. Dit waren eerst TimePoints, waarmee men met een speciale chip rondetijden kon aflezen, maar omdat men dit tegenwoordig met een eigen mobiele telefoon doet werkte deze functie sinds 2020 niet meer. In maart 2024 zijn de TimePoints verwijderd.

## Alendorperweg en Castellum Hoge Woerd
Dwars door het park loopt de Alendorperweg, een vroegere verbindingsweg tussen De Meern en Vleuten. Bij het begin van deze weg in De Meern ligt het Castellum Hoge Woerd, een reconstructie van een Romeins fort aan een tak van de rivier de Rijn, die hier ooit heeft gelopen.
Amaliapark · Park De Balije · Park Bloeyendael · Park de Gagel · Griftpark · Hogelandsepark · Park Hoge Weide · Julianapark · Klokkenveld · Kromme Rijnpark · Majellapark · Máximapark · Moreelsepark · Park Nieuweroord · Niftarlakepark · Noorderpark · Nynkeplantsoen · Oorsprongpark · Park Oosterspoorbaan · Oranjepark · Park De Groene Kop · Park Leeuwesteyn · Park Oog in Al · Park Transwijk · Rosarium (Oudwijk) · Sterrenbos · Park Tivoli · Van Heukelompark · Vechtzoompark · Park Voorn · Park de Watertoren · Wilhelminapark · Willem Alexanderpark · Zocherpark